# An ninh thiết bị đầu cuối
An ninh thiết bị đầu cuối hay bảo mật thiết bị đầu cuối (tiếng Anh: Endpoint Security hoặc Endpoint Protection) là một công nghệ bảo vệ mạng máy tính được kết nối từ xa tới các thiết bị của người dùng. Việc sử dụng máy tính xách tay, máy tính bảng, điện thoại di động và các thiết bị không dây khác được kết nối với mạng công ty tạo ra những con đường dễ bị tổn thương đối với các mối đe dọa an ninh. An ninh thiết bị đầu cuối cố gắng đảm bảo rằng các thiết bị như vậy theo một mức độ nhất định của các yêu cầu và tiêu chuẩn.

## An ninh mạng cho công ty
Hệ thống quản lý an ninh thiết bị đầu cuối là một cách tiếp cận phần mềm giúp xác định và quản lý máy tính của người sử dụng để truy cập trong mạng của công ty. Điều này liên quan đến việc quản trị mạng để hạn chế truy cập một số trang web nhất định cho người sử dụng để duy trì và tuân thủ các chính sách và tiêu chuẩn của tổ chức. Các thành phần tham gia vào việc sắp xếp các hệ thống quản lý an ninh thiết bị đầu cuối bao gồm một máy tính VPN, một hệ điều hành và một phần mềm chống virus cập nhật. Các thiết bị máy tính mà không phù hợp với chính sách của tổ chức chỉ được cung cấp với giới hạn truy cập vào một mạng LAN ảo.

### Mô hình Client và server
Hệ thống an ninh thiết bị đầu cuối hoạt động trên một mô hình client-server với một chương trình bảo mật được quản lý từ một máy chủ trung ương để bảo vệ các thiết bị đầu cuối có gắn một phần mềm client. Tuy nhiên còn có một mô hình được gọi là phần mềm dạng dịch vụ (SaaS), các chương trình bảo mật và các máy chủ lưu trữ được duy trì từ xa bởi các nhà cung cấp. Sự đóng góp của cả hai mô hình phân phối là chương trình máy chủ kiểm chứng và xác thực các thông tin đăng nhập của người dùng và thực hiện một thiết bị quét để kiểm tra nếu nó phù hợp với một tiêu chuẩn an ninh của công ty được quy định trước khi cho phép truy cập mạng.

## Phần mềm trong an ninh thiết bị đầu cuối
Những phần mềm trong an ninh thiết bị đầu cuối gồm có:
- Phần mềm diệt virus
- Antispyware
- Phần mềm ngừa mất dữ liệu (DLP)
- Phần mềm tường lửa cá nhân
- Phần mềm kiểm soát thiết bị ngoại vi: Phầm mềm bảo vệ mà hạn chế người dùng truy cập đến các thiết bị ngoại vi, như phương tiện lưu trữ dữ liệu, bao gồm cả các thiết bị di động, CD / DVD, ổ USB flash, máy in...
- Phần mềm bảo vệ thư điện tử
- Phần mềm bảo vệ trình duyệt các trang mạng